# Бельковское сельское поселение (Брянская область)
Белько́вское сельское поселение — муниципальное образование в северо-западной части Почепского района Брянской области.
Административный центр — село Бельково.

## История
Образовано в результате проведения муниципальной реформы с 1 января 2006 года, путём преобразования дореформенного Бельковского сельсовета.

## Население
| 2010 | 2011 | 2012 | 2013 | 2014 | 2015 | 2016 | 2017 | 2018 |
| ---- | ---- | ---- | ---- | ---- | ---- | ---- | ---- | ---- |
| 835  | ↘833 | ↘794 | ↘763 | ↘715 | ↘691 | ↘678 | ↘663 | ↘633 |
| 2019 | 2020 | 2021 |      |      |      |      |      |      |
| ↘608 | →608 | ↘577 |      |      |      |      |      |      |

## Населённые пункты
| №  | Населённый пункт | Тип     | Население |
| -- | ---------------- | ------- | --------- |
| 1  | Балыки           | село    | ↘110      |
| 2  | Бельково         | село    | ↘207      |
| 3  | Горбачи          | деревня | ↘43       |
| 4  | Козловка         | деревня | ↘15       |
| 5  | Козловский       | посёлок | →43       |
| 6  | Котелки          | деревня | ↘27       |
| 7  | Лычово           | деревня | →0        |
| 8  | Надинка          | деревня | ↘47       |
| 9  | Печня            | село    | ↘70       |
| 10 | Рябцы            | деревня | ↘7        |
| 11 | Чемоданово       | деревня | ↘32       |
| 12 | Юскова Слобода   | деревня | ↗162      |